# Амазонке
Амазонке (грч. Αμαζόνες) су у грчкој митологији припаднице древног народа жена ратника.Херодот смешта њихову постојбину у регион који се граничи за земљама које су насељавали Скити и Сармати. Претпоставке засноване на археолошким налазима да су можда неке сарматске жене учествовале у неким биткама навеле су научнике да дођу до закључка да је грчки мит о Амазонкама највероватније био инспирисан стварним женама ратницама.

## Етимологија имена
Реч је вероватно произашла од иранског етнонима „*ha-mazan-“ чије је првобитно значење било „ратници“. Везник је вероватно глоса Хесихија из Александрије ἁμαζακάραν· πολεμεῖν. Πέρσαι (hamazakaran — водити рат (персијски), са индоиранским кореном kar- — „водити“ који се такође појављује у речи „карма“).
Народна етимологија је грчку варијанту овог имена повезивала са префиксом а- (приватно) + мазос, што значи „без дојке“, што се опет односило на традиционално веровање да су Амазонке секле или спаљивале десну дојку како би могле да користе лук са више слободе и да одапињу стреле без физичких ограничења и ометања. Међутим, у уметничким делима нема сведочанства о овој пракси, то јест, свуда су Амазонке приказане са обе дојке иако је десна врло често покривена. Друге предложене деривације су: а- (интензивно) + мазос, што значи „пуне груди“; а- + масо, што значи „не дира“ (мушкарце); маза, кавкаска реч која значи „Месец“ и која указује на везу са обожавањем месечеве богиње, можда неке врсте азијске Артемиде (нешто слично Цукујоми из јапанске митологије или Чанг'е из кинеске митологије). Према Џону Коларусу, черкешка реч a-maz(ə)-áh-na, изговорена са нагласком на последњем слогу, значи „мајка шуме“, али се такође може тумачити и као „мајка Месеца“.

## Амазонке у грчкој митологији
Према народном веровању, Амазонке су живеле у области Понт крај Црног мора, где су основале краљевство под вођством краљице по имену Хиполита („она која пушта своје коње на слободу“). Према веровању, основале су многе градове, између осталих Смирну, Ефес, Синоп и Пафос. Према Есхилу, у давној прошлости живеле су у земљи Скита, поред Азовског мора, али су се касније преселиле у Темискру, на реку Термодон (данас река Терма у северној Турској). Херодот их је називао Андроктонама — убицама мушкараца — и тврдио је да су се на скитском језику звале Оиорпате и да је то скитско име имало исто значење. Према неким верзијама народних веровања, мушкарцима није било дозвољено да бораве и да имају сексуалне односе у земљи Амазонки, али једном годишње, у циљу одржања врсте, Амазонке су посећивале Гаргареанце, суседно племе састављено само од мушкараца. Мушка деца која би се родила након тог сусрета била су или убијана, или слана њиховим очевима или напуштена у дивљини на милост и немилост дивљим зверима, а женска деца су се задржавала, те су их њихове мајке училе како да обрађују земљу, лове и ратују (Страбон, XI стр. 503).
У Илијади, Хомер их спомиње под именом Антианеира („оне које се боре као мушкарци“)
Амазонке се такође појављују у епизоди са Аргонаутима, који су набасали на острво Лемнос на свом путу ка земљи Колхиди. Аргонаути су на острву нашли само жене, којима је владала краљица Хипсипила. Острву су дали име Гинаикократумена, што значи „владавина жена“. Аполоније с Родоса пише да су жене Јасона и његове саборце дочекале с причом о томе како је у прошлости острво било нападнуто и како су у борби сви мушкарци изгинули. Амазонке су затим понудиле Аргонаутима да заузму места њихових погинулих мужева, међутим, Аргонаути су одбили понуду и наставили својим путем, не знајући да су у ствари мушкарци острва погинули од руке сопствених супруга.
Амазонке се такође појављују у грчкој уметности древног периода везане за неколико грчких легенди. У Илијади се помиње да су Амазонке напале Ликију али су биле побеђене. Победио их је Белерофонт кога је у тај рат послао Јобат, краљ Ликије, у нади да ће у том боју изгубити живот (Илијада, VI стр. 186.) Илијада помиње гроб краљице либијских Амазонки, Мирине, која је, према Диодору, повела своје Амазонке у рат против Либије и Горгона.
Напале су Фригијце, којима је помогао Пријам, краљ Троје, тада још увек веома млад (Илијада, III, стр. 189). Међутим, много касније, његове противнице, Амазонке, стаће на његову страну у Тројанском рату против Грка под вођством краљице Пентесилеје, „рођене Трачанке“ (Квинт Смирњанин), која је погинула од Ахилове руке, како се то тврди у Етиопиди која наставља Илијаду (Квинт Смирњанин, I; Јустин, II; Виргилије, Енејида, I, стр. 490).
Један од задатака које је Еуристеј дао Хераклу био је да се домогне појаса амазонске краљице Хиполите (Аполидор, II, 5). Херакла је пратио Тезеј, који је заробио принцезу Антиопу, Хиполитину сестру, што је довело до напада на Атику у ком је Антиопа погинула борећи се на Тезејевој страни. У другим верзијама, Тезеј се или жени Хиполитом, а у другим Антиопом која остаје у животу. Борба између Атињана и Амазонки је доста обрађивана у уметности, чак постоји цео један уметнички род — амазономакија — мермерни барељефи као што је онај са Партенона или скулптуре маузолеја у Халикарнасу.
Такође се верује да су Амазонке предузеле ратни поход против острва Леукос (данас Змијско острво у Црном мору) на ушћу Дунава, где је Тетида расула Ахилов прах. Дух мртвог хероја се појавио и преплашио коње те су се дали у трк и прегазили нападаче који су морали да се повуку.
Такође су биле познате и у време Александра Великог. Неки од Александрових биографа помињу амазонску краљицу Талестриду која је посетила Александра и потом родила његово дете. Међутим, неколико других Александрових биографа поричу ову тврдњу, укључујући и веома цењени секундарни извор, Плутарха. У својим списима, Плутарх помиње тренутак када Александров поморски командант, Онесикрије, чита епизоду са Амазонком краљу Тракије, Лизимаху који је био члан те експедиције. Лизимах се насмешио и упитао: „А где сам онда ја био?“.
Женски лик волске девице ратнице Камиле у Виргилијевој Енејиди има много карактеристика митских Амазонки.
Квинт Смирњанин наводи списак амазонских краљица:
- Енија
- Антианара
- Антиброта
- Антиопа
- Астерија
- Клита
- Хелена
- Хиполита
- Меланипа
- Отрера
- Пентесилеја
- Талестрида
- Теба

## Земља Скита и Сармата
Херодот тврди да су Сармати били потомци Амазонки и Скита и да су њихове жене „наставиле да од тог дана до сада (то јест, до 440. п. н. е.) да негују древне амазонске обичаје тако што су често ишле у лов на коњима са својим мужевима; учествовале су у биткама и носиле исте хаљине као и мушкарци“. Даље, Херодот каже да „ни једна девојка се није удавала док претходно не би убила мушкарца у некој бици“. У Херодотовој причи, група Амазонки је прешла Азовско море и дошла у земљу Скита близу југоисточног дела Крима. Кад су научиле скитски језик, пристале су да се удају за скитске мушкарце под условом да не буду присиљаване да поштују обичаје скитских жена. Према Херодоту, ова група се преселила на североисток и населила се око реке Дон од које су касније настали Сармати. Према Херодоту, Сармати су се борили на страни Скита против Дарија Великог, персијског краља, у 5. веку пре нове ере.
Хипократ их описује као жене без десне дојке и објашњава процес који се примењивао како би се спречио раст дојке и сва снага усмерила на десно раме и руку. Каже да су имале бронзани инструмент које су грејале до усијања па га онда приањале на десни део груди девојчица. Али, стручњаци се слажу да Амазонке нису имале довољно медицинског знања да би могле да избегну обилно крварење или инфекцију да је стварно долазило до такве врсте аблације дојке. Други тврде да је одстрањивање дојке могло да се изводи уз помоћ инструмената нарочито дизајнираних за ту сврху.
Како Херодотови, тако и Хипократови списи сведоче о томе да су Сармати желели да своје жене претворе у снажне ратнице и ловце. Археолошки налази изгледа да потврђују постојање жена ратника као и активну улогу сарматских жена у војним операцијама и друштвеном животу. Гробови наоружаних сарматских жена чине око 25% од укупног броја нађених гробова сарматских ратника. Обично су биле сахрањиване са луком.
Руски археолог Вера Ковалевскаја истиче чињеницу да, кад су скитски мушкарци били у рату или лову, њихове жене су могле саме да бране себе, животиње и пашњаке без икаквих проблема. Како су Скити све више напредовали кроз Азију, стекли су скоро потпуну хегемонију на Блиском истоку, тако да су током 28 година проводили велики део године у ратовима. Током тог периода, жене не само да су морале саме да се бране, него и да се порађају, тако да ово вероватно може бити основа из које је потекла идеја да су Амазонке имале сексуалне односе једном годишње са својим суседима, у случају да је Херодот желео да ову тврдњу заснује на стварној чињеници.
Пре него што је модерна археологија открила неке скитске гробове жена ратника сахрањених под курганима у области Алтајских планина и Сарматије и напокон дала коначну форму грчком миту, порекло прича о Амазонкама је било предмет разноразних претпоставки међу стручњацима. Енциклопедија „Британика“ из 1911. године, пише:
Док неки Амазонке сматрају апсолутно митским бићима, други претпостављају да постоји историјска база за овај мит. Божанства која су обожавале били су Ареј (који је код њих систематски био бог рата, трачког или генерално северњачког порекла) и Артемида, али не уобичајено грчко божанство истог имена, већ неко њој еквивалентно азијско божанство. Такође се претпоставља да су Амазонке првобитно биле слуге храма и свештенице (hierodulae) ове богиње, и да је ампутирање дојке одговарало самосакаћењу бога Атиса и Кибелиних Гала.

Када су се географска знања проширила, путници су формирали још једну теорију на основу прича о племенима којима су владале искључиво жене и које су испуњавале све дужности које су се свуда сматрале искључиво мушким, према којима су се наслеђивала права на племићке титуле и наследство и које су имале апсолутну власт у свим пословима. Одатле је произашло веровање да су Амазонке народ жена ратника које организују и воде искључиво жене.
Према Вуртхајму (De Ajacis origine, 1907), Амазонке су биле грчког порекла: „Све Амазонке су биле Дијане, а сама Дијана је такође била Амазонка“. Претпоставља се да сама чињеница да је покоравање Амазонки било дато у задатак двојици познатих јунака грчке митологије, Хераклу и Тезеју (који су углавном слати да се сукобе и потчине чудовишта и немани који сами по себи илуструју сталне и велике опасности) говори да су их Грци сматрали великом и сталном опасношћу на обали Мале Азије. Такође, једно од тумачења настанка овог мита је да оне представљају сукоб између грчке културе колонија на Црном мору и примитивизма аутохтоних становника. Веома је могуће да су тиме Грци покушали да представе своју културу као цивилизацијски центар а урођеничко становништво на областима које су их окруживале, као дивљаке.
Средњовековни и ренесансни аутори повезују Амазонке са изумом ратне секире. Ово се вероватно односи на сагрис, оружје у облику секире које се у антици везивало како за Амазонке тако и за скитска племена. Паулус Хектор Мер изражава своје чуђење чињеницом да су једно такво „мушко“ оружје могле да измисле жене, али прихвата такво објашњење из поштовања према ауторитету Јоханеса Авентуса.